# Иваново (Хасковская область)
Иваново (болг. Иваново) — село в Болгарии. Находится в Хасковской области, входит в общину Харманли. Население составляет 348 человек.

## Политическая ситуация
В местном кметстве Иваново, в состав которого входит Иваново, должность кмета (старосты) исполняет Недко Александров Димитров (ВМРО — Болгарское национальное движение) по результатам выборов.
Кмет (мэр) общины Харманли — Михаил Христов Лисков (коалиция трёх партий: Болгарская социалистическая партия, Болгарская социал-демократия, политический клуб «Фракия») по результатам выборов.